# The Honeycombs
The Honeycombs was een Britse popgroep, opgericht in 1963 in Noord-Londen. De groep had één grote hit, Have I the Right? in 1964. Daarna ebde de belangstelling voor de groep weg. In 1967 vielen The Honeycombs uit elkaar.

## Samenstelling
De leden van de groep waren:
- Denis D'Ell (1943-2005), zang en mondharmonica
- Martin Murray (1941), gitaar, in oktober 1964 vervangen door Peter Pye (1946)
- Alan Ward (1945), gitaar
- John Lantree (1940), basgitaar
- Honey Lantree (1943-2018),[1] drums

De groep had een vrouwelijke drummer. Honey was trouwens haar roepnaam. Haar echte naam was Ann Margot Lantree. Denis D'Ell heette in werkelijkheid Dennis Dalziel.

## Carrière
De groep begon in 1963 als amateurbandje. De band bestond uit de kapper Martin Murray, zijn assistente Honey Lantree, haar broer John Lantree en twee vrienden. Ze noemden zich The Sheratons.
Toen ze begin 1964 optraden in de Mildmay Tavern, een Londense pub, bevonden Ken Howard en Alan Blaikley zich onder het publiek. Howard en Blaikley vormden een tekstschrijversduo dat later veel nummers heeft geschreven voor Dave Dee, Dozy, Beaky, Mick & Tich, maar ook voor anderen, zoals The Herd, Lulu en zelfs Elvis Presley. In 1964 stonden ze nog aan het begin van hun carrière. Ze raakten in gesprek met de groep en die bleek geïnteresseerd te zijn in een paar nummers die het duo net geschreven had. De groep had al een auditie geregeld bij de producer Joe Meek. Meek was enthousiast over Have I the Right?, geschreven door Howard en Blaikley. Hij besloot direct dat nummer op te nemen. Als B-kant koos hij een nummer van hemzelf, Please don’t pretend again.
Wat direct opvalt aan Have I the Right? is de prominente rol van het drumstel, dat het nummer als het ware opjaagt. Het effect werd nog versterkt door de leden van de groep met de voeten te laten stampen op een trap. Aan de spijlen van de trap waren vijf microfoons vastgemaakt om het geluid op te nemen. Om het helemaal af te maken sloeg iemand met een tamboerijn direct tegen een microfoon. Het nummer werd iets versneld op de plaat gezet, tot verdriet van Denis D'Ell, de zanger, die het jammer vond dat hij het nummer live niet zo kon brengen als het op de plaat stond.
Have I the Right? werd uitgebracht in juni 1964 op het label Pye. Louis Benjamin (1922-1994), de latere directeur van Pye, bedacht een nieuwe naam voor de groep: The Honeycombs (Honingraten). Honey was de roepnaam van de drummer en de kam (‘comb’) is een belangrijk attribuut voor een kappersassistente. De verkoop van de single kwam langzaam op gang, maar eind juli begon de plaat aan een opmars in de Britse hitparade. De plaat werd vaak gedraaid op Radio Caroline; dat heeft misschien geholpen. Eind augustus bereikte de plaat de eerste plaats. Ook buiten Engeland was Have I the Right? een groot succes. Het nummer werd ook één in Australië en Canada. In de VS bracht de plaat het tot de vijfde en in Nederland tot de tweede plaats. Ook in Zweden haalde het nummer de eerste plaats; het was het enige land waar de groep later nog eens een nummer 1-hit scoorde (That's the Way in 1965). Binnen een jaar werden er twee miljoen exemplaren van verkocht. The Honeycombs namen ook een Duitse versie van het nummer op: Hab ich das Recht?. (Overigens kwamen zowel de Engelse als de Duitse versie in de Duitse hitparade niet verder dan nummer 21: de Engelse in oktober, de Duitse in november 1964.)
Howard en Blaikley raakten ook betrokken in een rechtszaak over het nummer. De componist Geoff Goddard vond dat het te veel leek op zijn eigen compositie Give Me the Chance. Het Hooggerechtshof in Londen besliste in 1965 dat Have I the Right? geen inbreuk maakte op Goddards copyright.
Vanaf het moment dat Have I the Right? een succes bleek traden Howard en Blaikley op als managers van de groep. Ze schreven ook de volgende singles, Is It Because en Eyes. Die platen bleken niet te verkopen. Dat gold ook voor hun vierde plaat, Something Better Beginning, geschreven door Ray Davies van The Kinks.
Eén reden kan zijn dat deze platen te veel leken op hun succesnummer Have I the Right?. Wat zeker een rol speelde, was dat The Honeycombs kort nadat ze hadden gescoord met hun eerste plaat, op tournee gingen door het Verre Oosten en Australië. Ze waren dus niet in de gelegenheid om hun nieuwe platen te promoten. De tournee leverde wel een grote populariteit in Japan op. Speciaal voor de Japanse markt maakte de groep een live-lp en een single, Love in Tokyo.
Medio 1965 gooide de groep het over een andere boeg. That's the Way had een aanzienlijk rustiger tempo dan het publiek van de groep gewend was. Bovendien trad Honey Lantree op als zangeres naast Denis D'Ell (als de groep het nummer live uitvoerde, viel Viv Prince van The Pretty Things in als drummer). De plaat werd hun tweede Engelse hit en bracht het tot nummer 12. De opvolger, This Year Next Year, weer met Honey Lantree naast Denis D'Ell, ging echter roemloos ten onder.
In de twee volgende platen die de groep uitbracht, was Denis D'Ell weer de enige zanger. Who Is Sylvia? zong hij op de melodie van het lied An Sylvia van Franz Schubert. It's So Hard was Hard to Love You van Dave Dee, Dozy, Beaky, Mick & Tich met een veranderde titel.
In april 1966 vertrokken Denis D'Ell, Peter Pye en Alan Ward.
De groep is (playback) te zien in de film Pop Gear (1965) met de nummers Have I the Right? en Eyes.

## The (New) Honeycombs en daarna
The Honeycombs gingen verder met een nieuwe bezetting:
- Colin Boyd, gitaar en zang
- Rod Butler, gitaar en zang
- Eddie Spence, keyboard en zang
- John Lantree, basgitaar
- Honey Lantree, drums en zang

In The New Musical Express van 29 april 1966 was aangekondigd dat deze groep The New Honeycombs zou gaan heten, maar ze bleven zich The Honeycombs noemen. De enige plaat die de groep in deze samenstelling uitbracht, That Loving Feeling, werd ook uitgebracht onder de naam The Honeycombs. De groep in deze samenstelling bestond maar één jaar (1966-1967).
Martin Murray leidde na zijn vertrek uit The Honeycombs korte tijd een groep met de naam The Lemmings. Hij maakte nog een onsuccesvolle soloplaat en werd toen producer. In de jaren negentig trad hij op in variétégelegenheden met een groep die zich "Martin Murray's Honeycombs" noemde.
Denis D'Ell zong na zijn Honeycombs-periode in verschillende groepen (zoals The Southside Blues Band, Zarabanda en The Shuffle Brothers). In de jaren negentig leidde hij een groep die zich soms "The Honeycombs" en dan weer "Denis D'Ell's Honeycombs" noemde. Soms speelden andere ex-leden van The Honeycombs mee, onder wie Honey Lantree, John Lantree en Peter Pye. De groep heeft ook enkele plaatopnamen op zijn naam staan. Denis D'Ell is in 2005 overleden.
Colin Boyd veranderde later in 1967 zijn naam in Colin Hare en stichtte de groep Honeybus, die het meest bekend is door de hit I Can't Let Maggie Go uit 1968.
Martin Murray richtte in 2004 een groep op onder de naam The Honeycombs en treedt sindsdien met onderbrekingen op met een groep van die naam in steeds wisselende samenstelling. Vanaf 2009 was er enige tijd een concurrerende groep die zich ook The Honeycombs noemde; in 2011 kwam daar nog een groep met de naam The New Honeycombs bij.

## Discografie

### Singles
- 19 juni 1964: Have I the Right? / Please Don't Pretend Again
- 9 oktober 1964: Is It Because / I'll Cry Tomorrow
- 20 november 1964: Eyes / If You've Got to Pick A Baby
- april 1965: Something Better Beginning / I'll See You Tomorrow
- augustus 1965: That's the Way / Can't Get Through to You
- november 1965: This Year Next Year / Not Sleeping Too Well Lately
- februari 1966: Who Is Sylvia? / How Will I Know
- juli 1966: It's So Hard / I Fell In Love
- september 1966: That Loving Feeling / Should a Man Cry

De volgende plaat verscheen niet in Engeland, wel in de VS en Nederland, eind 1964:
- I Can't Stop / I'll Cry Tomorrow (in Nederland was de achterkant Colour Slide)

Speciaal voor de Duitse markt was bedoeld:
- november 1964: Hab ich das Recht? / Du sollst nicht traurig sein

| Single met eventuele hitnotering(en) in de Nederlandse Top 40 | Datum van verschijnen | Datum van binnenkomst | Hoogste positie | Aantal weken | Opmerkingen |
| ------------------------------------------------------------- | --------------------- | --------------------- | --------------- | ------------ | ----------- |
| Tijd voor Teenagers Top 10                                    |                       |                       |                 |              |             |
| Have I the right                                              | 1964                  | 5-9-1964              | 3               | 9            |             |

### LP’s
- 25 september 1964: The Honeycombs (in de VS uitgebracht als Here Are the Honeycombs):
  - Colour Slide, Once You Know, Without You It Is Night, That's the Way, I Want to Be Free, How the Mighty Have Fallen, Have I the Right?, Just A Face in the Crowd, Nice While It Lasted, Me from You, Leslie Anne, She's Too Way Out, It Ain't Necessarily So, This Too Shall Pass Away
- 17 december 1965: All Systems – Go!:
  - I Can't Stop,[13] Don't Love Her No More, All Systems Go, Totem Pole, Emptiness,[14] Ooee Train, She Ain't Coming Back, Something I Gotta Tell You, Our Day Will Come, Nobody But Me, There's Always Me, Love in Tokyo, If You Should, My Prayer
- 1966: In Tokyo (live-lp, alleen uitgebracht in Japan):
  - Colour Slide, I'll Go Crazy, She's About a Mover, There's Always Me, Wipe Out, Lucille, If You Should, Have I the Right?, Goldfinger, Kansas City, My Prayer, What'd I Say

### Verzamel-cd's
- 1989: The Best of the Honeycombs:
  - Have I the Right?, Is It Because, Eyes, I Don’t Love Her No More, Something Better Beginning, That’s the Way, This Year Next Year, Who Is Sylvia?, It’s So Hard, That Loving Feeling, How the Mighty Have Fallen, I Want to Be Free, I Can’t Stop,[13] Love in Tokyo
- 1990: Honeycombs (All Systems Go and It's The Honeycombs):[15]
  - Colour Slide, Once You Know, Without You It Is Night, That's the Way, I Want to Be Free, How the Mighty Have Fallen, Have I the Right?, Just a Face in the Crowd, Nice While It Lasted, Me from You, Leslie Anne, She's Too Way Out, It Ain't Necessarily So, This Too Shall Pass Away, I Can't Stop,[13] Don't Love Her No More, All Systems Go, Totem Pole, Emptiness,[14] Ooee Train, She Ain't Coming Back, Something I Gotta Tell You, Our Day Will Come, Nobody But Me, There's Always Me, Love in Tokyo, If You Should, My Prayer
- 1991: The Best of the Honeycombs:
  - Have I the Right?, Leslie Anne, Once You Know, That's the Way, Colour Slide, Without You It Is Night, Something Better Beginning, I Want to Be Free, Just a Face in the Crowd, How the Mighty Have Fallen, Nice While It Lasted, She's Too Way Out
- 1993: The Best of The Honeycombs, Produced by Joe Meek:
  - Have I the Right?, Can’t Get Through to You, I Want to Be Free, Leslie Anne, Colour Slide, This Year Next Year, That Lovin’ Feeling, That’s the Way, It Ain't Necessarily So, How the Mighty Have Fallen, I’ll Cry Tomorrow, I’ll See You Tomorrow, Is It Because, She’s Too Way Out, Something Better Beginning, Eyes, Just a Face in the Crowd, Nice While It Lasted, It’s So Hard, I Can’t Stop,[13] I Don’t Love Her No More, All Systems Go, Totem Pole, Emptiness,[14] Ooee Train, She Ain't Coming Back, Something I Gotta Tell You, Nobody But Me, There’s Always Me, Love in Tokyo
- 2002: Have I the Right?: The Very Best of The Honeycombs:
  - Have I the Right?, That’s the Way, Is It Because, Something Better Beginning, Colour Slide, Once You Know, Without You It Is Night, I Want to Be Free, It Ain't Necessarily So, Our Day Will Come, I’ll See You Tomorrow, Eyes, Can’t Get Through to You, It’s So Hard, She’s Too Way Out, I Can’t Stop,[13] Ooee Train, Love in Tokyo, Totem Pole, My Prayer
- 2020: Have I the Right? The Complete 60's Albums & Singles:[16]
  - Colour Slide, Once You Know, Without You It Is Night, That's the Way, I Want to Be Free, How the Mighty Have Fallen, Have I the Right?, Just a Face in the Crowd, Nice While It Lasted, Me From You, Leslie Anne, She's Too Way Out, It Ain't Necessarily So, This Too Shall Pass Away, Please Don't Pretend Again, Hab ich das Recht?, Du sollst nicht traurig sein, Is It Because?, I'll Cry Tomorrow, Eyes, If You've Got to Pick a Baby, I Can't Stop,[17] Something Better Beginning, I'll See You Tomorrow, Can't Get Through to You, That's the Way (liveversie 1965), Colour Slide (liveversie 1965), Hab ich das Recht? (ongekort), I Can’t Stop,[13] I Don't Love Her No More, All Systems Go!, Totem Pole, Emptiness,[14] Ooee Train, She Ain't Coming back, Something I Gotta Tell You, Our Day Will Come, Nobody But Me, There's Always Me, Love in Tokyo, If You Should, My Prayer, This Year, Next Year, Not Sleeping Too Well Lately, Who Is Sylvia?, How Will I Know?, It's So Hard, I Fell in Love, That Loving Feeling, Should a Man Cry, Somewhere along the Way, I Can Tell (Something's Up), Tell Me Baby, Colour Slide (live), I'll Go Crazy (live), She's About a Mover (live), There's Always Me (live), Wipe Out (live), Lucille (live), If You Should (live), Have I the Right? (live), Goldfinger (live), Kansas City (live), My Prayer (live), What'd I Say (live), Goldfinger, Santa Claus Is Back in Town, Silent Night, Holy Night, Hurricane, Music Train, Time, White Sands from the Ocean, Martin Murray: I Know What I Want, Martin Murray: Goodbye My Baby, Denis D'Ell: It Breaks My Heart, Denis D'Ell: Better Use Your Head, Denis D'Ell: A Woman Called Sorrow, Denis D'Ell: The Night Has a Thousand Eyes

In Duitsland heeft Repertoire Records alle drie de LP's van The Honeycombs heruitgegeven als cd's, twee met een paar bonusnummers:
- 1990: The Honeycombs
  - Bonusnummers: Please Don't Pretend Again, I'll Cry Tomorrow, If You've Got to Pick a Baby, I'll See You Tomorrow, I Can't Stop,[13] Hab ich das Recht?, Du sollst nicht traurig sein
- 1990: All Systems - Go!
  - Bonusnummers: Not Sleeping Too Well Lately, How Will I Know, I Fell in Love, Something Better Beginning, Should a Man Cry?, Can't Get Through to You
- 1991: In Tokyo

### NPO Radio 2 Top 2000
| Nummer met noteringen in de NPO Radio 2 Top 2000 | '99  | '00  | '01  | '02-'04 | '05  |
| ------------------------------------------------ | ---- | ---- | ---- | ------- | ---- |
| Have I the right                                 | 1912 | 1554 | 1978 | -       | 1787 |

1. ↑  Een '-' betekent dat het nummer niet was genoteerd en een vetgedrukt getal geeft de hoogste notering aan.
2. ↑  Deze tabel is bijgewerkt tot en met de laatste editie (2024).